# 일리야 쿠테포프
일리야 쿠테포프(러시아어: Илья́ Оле́гович Куте́пов, 1993년 7월 29일 ~ )는 러시아의 축구선수로 포지션은 수비수이다. 현재 러시아 프리미어리그의 FC 토르페도 모스크바에서 활약하고 있다.

## 경력 통계

### 국가대표
2018년 7월 7일 기준.
| 러시아 | 러시아 | 러시아 |
| 연도   | 경기   | 득점   |
| ------ | ------ | ------ |
| 2016   | 3      | 0      |
| 2017   | 2      | 0      |
| 2018   | 7      | 0      |
| 합계   | 12     | 0      |

## 수상 내역

### 클럽
스파르타크 모스크바
- 러시아 프리미어리그: 2016-17
- 러시아 슈퍼컵: 2017